# Lacunaria oppositifolia
Lacunaria oppositifolia är en tvåhjärtbladig växtart som beskrevs av João Murça Pires. Lacunaria oppositifolia ingår i släktet Lacunaria och familjen Ochnaceae. Inga underarter finns listade i Catalogue of Life.